# IEEE Germany Section EMC Society Chapter
Das IEEE Germany Section EMC Society Chapter (kurz: IEEE German EMC Chapter) ist der (fachliche und lokale) Unterbereich der IEEE EMC Society und der IEEE Germany Section (IEEE steht für Institute of Electrical and Electronics Engineers).
Das IEEE German EMC Chapter stellt die Verbindung seiner lokalen Mitglieder zum internationalen Netzwerk der IEEE EMC Society und deren vielfältigen Ressourcen dar. Das Chapter wurde 1994 gegründet und bietet seither ein aktives Forum für den technischen und wissenschaftlichen Austausch und für gemeinsame Aktivitäten auf dem Gebiet der elektromagnetischen Verträglichkeit (EMV).

## Ziele
Das IEEE German EMC Chapter hat sich die Förderung technologischer Innovationen auf dem Gebiet der Elektromagnetischen Verträglichkeit zum Ziel gesetzt. Es versteht sich als professionelles Netzwerk, um seinen Mitgliedern optimale Voraussetzungen für den technologisch-wissenschaftlichen Gedankenaustausch zu bieten. Im Weiteren sind die Ziele des IEEE German EMC Chapter:
- Pflege und weiterer Ausbau eines Forums für den Wissensaustausch zwischen Industrie, Hochschulen und Forschungsinstituten
- Förderung der Bildung von Interessengruppen für die gemeinsame Bearbeitung von Forschungsprojekten
- Bildung eines professionellen Netzwerkes
- Organisation von Arbeitsgruppen, Seminaren, Vorträgen und Schulungen zu Aspekten der EMV

## Geschichte
Der IEEE hat das German EMC Chapter mit Wirkung zum 23. August 1994 bestätigt, es wurde in den Jahren 2001 und 2005 durch die IEEE EMC Society als Chapter of the Year ausgezeichnet. Das Region 8 Committee zeichnete das IEEE German EMC Chapter mit dem Region 8 Chapter of the Year 2008 Award - large chapter category aus. Dabei umfasst die Region 8 des IEEE die IEEE-Organisationen Europas, des mittleren Ostens und Afrikas.

### Vorsitzende
(Quelle: )
- Karl Heinz Gonschorek (1994–1995), Gründungsvorsitzender
- Richard Sturm (1995–1997)
- Heyno Garbe (1998–2004)
- Frank Sabath (2005–2016)
- Christian Schuster (2016–2020)
- Susanne Vogel (seit 2022)

## Preis des IEEE German EMC Chapter
Das IEEE Germany Section EMC Society Chapter prämiert jährlich die besten Examens- und Doktorarbeiten auf dem Gebiet der Elektromagnetischen Verträglichkeit. Der Preis wird für bis zu zwei Diplom-/Masterarbeiten und bis zu zwei Promotionsarbeiten vergeben. Dabei werden theoretische und experimentelle Arbeiten gleichermaßen berücksichtigt.

### Auswahl
Die zu prämierenden Arbeiten müssen an einer deutschen Hochschule (Universität, Technische Universität, Fachhochschule) erbracht und bewertet worden sein. Gemäß der Stiftungssatzung dürfen ausschließlich die betreuenden Hochschullehrer potentielle Preisträgerinnen und Preisträger nominieren. Die Auswahl der Preisträger bzw. Preisträgerinnen erfolgt durch eine Jury, die sich aus mindestens einem Mitglied des Vorstandes des IEEE German EMC Chapter sowie Vertretern aus Hochschule, Industrie und Forschungsinstituten zusammensetzt. Die Jury umfasst mindestens drei und höchstens sechs Juroren. Die Juroren werden durch die Mitgliederversammlung des IEEE German EMC Chapter gewählt.
Der Preis des IEEE Germany EMC Chapter besteht derzeit aus einer Urkunde und einem Buchpreis und wird in den Kategorien Beste Doktorarbeit, Beste Examens-/Diplomarbeit und Beste Bachelorarbeit ausgelobt. Die Auszeichnung der Preisträger erfolgt traditionell im November/Dezember, im Rahmen der jährlichen Mitgliederversammlung des Chapters.

### Kriterien der Preisvergabe
(Quelle: )
- Qualität, Kreativität und Originalität der Arbeit
- Relevanz der Arbeit für die Elektromagnetische Verträglichkeit
- Bewertung der Arbeit durch den betreuenden Hochschullehrer